# Albert Theodor Gellerstedt
Albert Theodor (Tore) Gellerstedt, född 6 oktober 1836 i Säterbo socken, Västmanland, död 7 april 1914 i Engelbrekts församling, Stockholm, var en svensk arkitekt, ingenjör, poet, målare och grafiker. Han var professor i arkitektur vid Kungliga Tekniska högskolan i Stockholm, överintendent vid Överintendentsämbetet samt ledamot av Svenska Akademien.

## Biografi
Gellerstedt föddes på Sundbackens gård i Västermo socken och var son till byggmästaren vid Hjälmare kanal Lars Gellerstedt och Anna Sophia Westerberg. Han gifte sig 1865 med Sara Maria Magdalena Olsson.
Gellerstedt skrevs 1852 in som elev vid Konstakademien, där han från första början ägnade sig åt studiet av byggnadskonsten, mestadels under Fredrik Wilhelm Scholanders ledning, som också uppmuntrade honom att arbeta med akvareller. Han blev 1860 extra ordinarie konduktör vid Överintendentsämbetet. Han vann efter att ha genomgått byggnadsskolorna 1861 den kungliga medaljen för prisämne i byggnadskonsten och började 1862 som akademiens resestipendiat sina konststudier i utlandet.
Åren 1862 och 1863 besökte han Danmark, Tyskland och Frankrike, där han framför allt studerade den moderna arkitekturens järnbyggnader. 1863 och 1864 reste han genom Italien och på Sicilien samt gjorde konststudier efter antiken, i Rom, Neapel och Pompeji. Under resan samlade han motiven i sin skissbok.
1864 fick han anställning som ingenjör vid svenska lots- och fyrinrättningen. Där arbetade han under Gustaf von Heidenstam och tillsammans ritade de flera fyrar runt om i landet, bland annat de i Ystad och Utklippan, samt boningshus vid Falsterbo fyr och Kullens fyr. Som ingenjör arbetade Gellerstedt till 1877, då han utnämndes till professor i arkitektur och fackskoleföreståndare vid Kungliga Tekniska högskolan, där han tidigare, från oktober 1874, varit lärare i allmän byggnadslära och husbyggnadskonst. Han var kvar som professor till 1882.
Redan 1872 hade Gellerstedt tagit avsked från sin konduktörsplats. 1877 blev han ledamot av Konstakademien och var 1881–1891 dess sekreterare. 1882 utnämndes han till intendent och 1884 till förste intendent vid Överintendentsämbetet samt var 1897–1904 överintendent och Överintendentsämbetets chef. Han blev 1901 ledamot av Svenska Akademien, på stol 7.

## Konstnärlig verksamhet

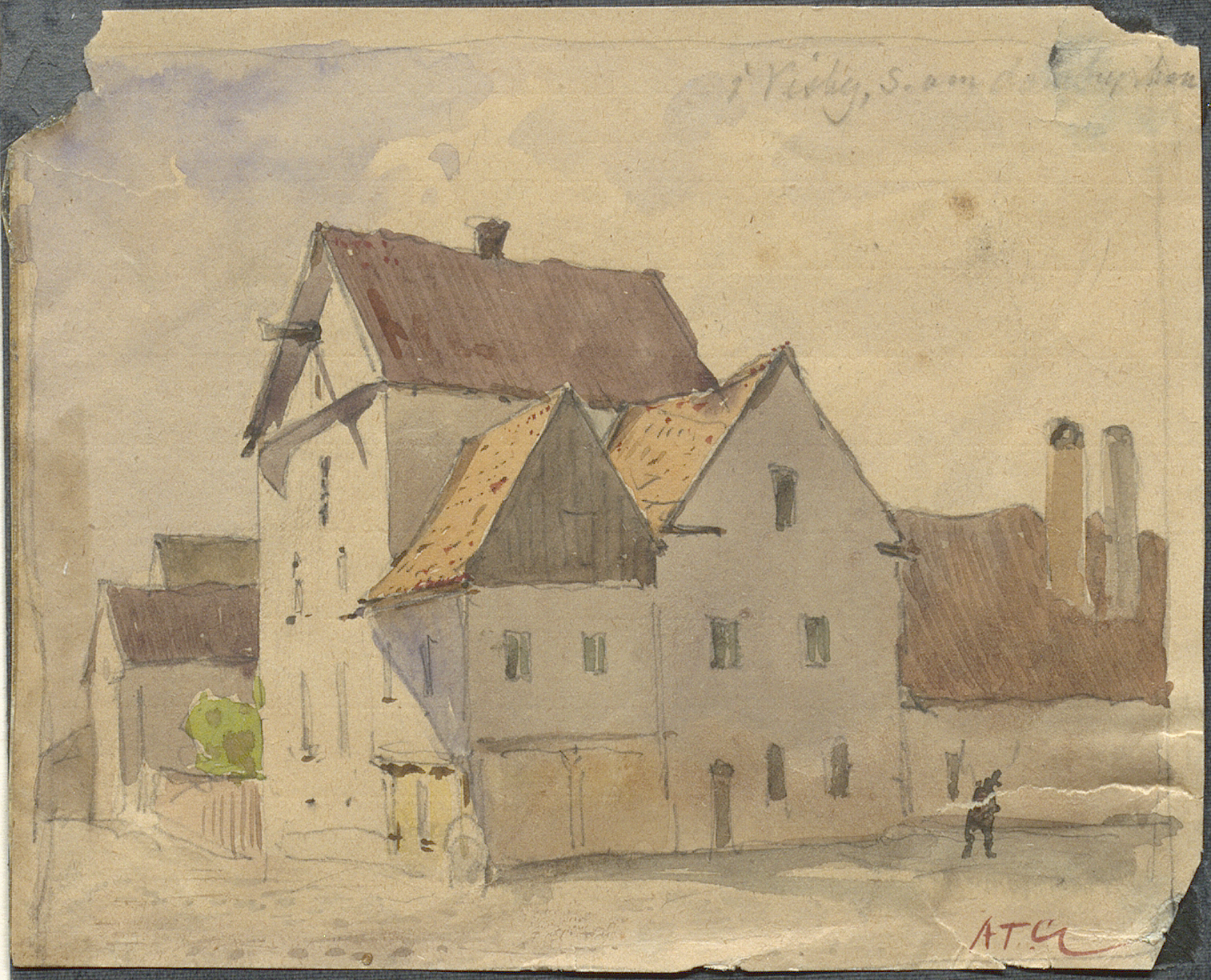
Ada Blocks hus i Visby. Akvarell utförd av Gellerstedt.

Som akvarellist utförde Gellerstedt en mängd utsikter och arkitekturteckningar. Hans samling av bilder från "det Stockholm, som går" blev synnerligen talrik, inte minst hans illustrationer av Stockholms väderkvarnar. 1887 fick han Egron-Lundgrensmedaljen för akvarellmåleri. Som konstnär utförde han även oljemålningar.
Han medverkade 1875 i Léopold Loewenstams etsningsskola i Stockholm, när Loewenstam efter ett halvår återvände till Nederländerna tog Gellerstedt över undervisningen 1876–1878 med elever som Anders Zorn, Herman Feychting, Carl Flodman och Bruno August Philip Conrad Fischer. När skolan upphörde slutade Gellerstedt att producera etsningar men han tog upp etsningen i mitten av 1880-talet och var med om stiftandet av Föreningen för grafisk konst 1887.
Under åren 1860–1910 färdigställde han omkring 1700 akvareller och 600 etsningar.
Gellerstedt är representerad med flera akvareller vid Nationalmuseum, ett 20-tal porträtt av konstnärskamrater vid Göteborgs konstmuseum, Kungliga biblioteket, Nordiska museet, Kalmar läns museum, Kalmar konstmuseum, Konstakademin, Norrköpings konstmuseum, 
Bohusläns museum, Göteborgs stadsmuseum Malmö museum och Helsingborgs museum
En minnesutställning med Gellerstedts konst visades av Svenska konstnärernas förening 1915 och han var representerad på Konstakademins akvarellutställning 1925 och på utställningen Stockholm i bild på Liljevalchs konsthall 1919. Makarna Gellerstedt är begravda på Norra begravningsplatsen utanför Stockholm.

## Byggnadsverk (i urval)
- Villor i Villastaden, Stockholm (nu rivna)
- Stafsinge kyrka, 1862–1865
- Öxabäcks kyrka, 1874–1875
- Landsstatshus i Härnösand, 1862[20]

### Fyrar
- Sandhammarens fyr, Ystad 1862[21]
- Häradsskär, Valdemarsvik 1862[21]
- Hamneskär (Pater Noster), 1867[21]
- Faludden, Gotland 1867
- Måsknuv, Nynäs 1868
- Utklippan, Karlskrona 1870
- Kapelludden, Öland 1872
- Dämmans fyr, Kalmarsund 1873.
- Lotsuppassningshus på Ernemara, Skarshamn 1876 och på Långören, Karlskrona 1877.

### Byggnadsverk i bilder

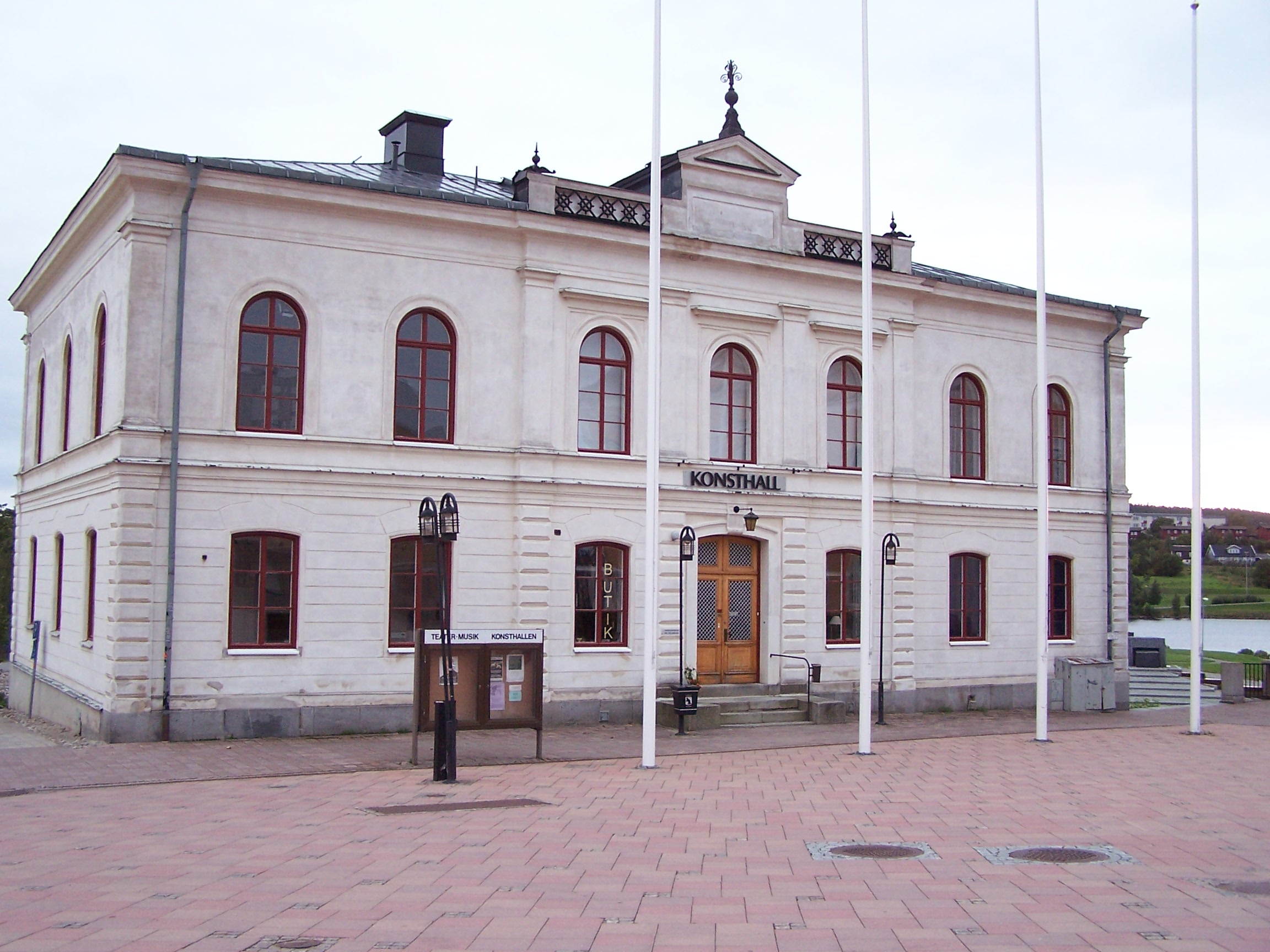
Landsstatshus i Härnösand
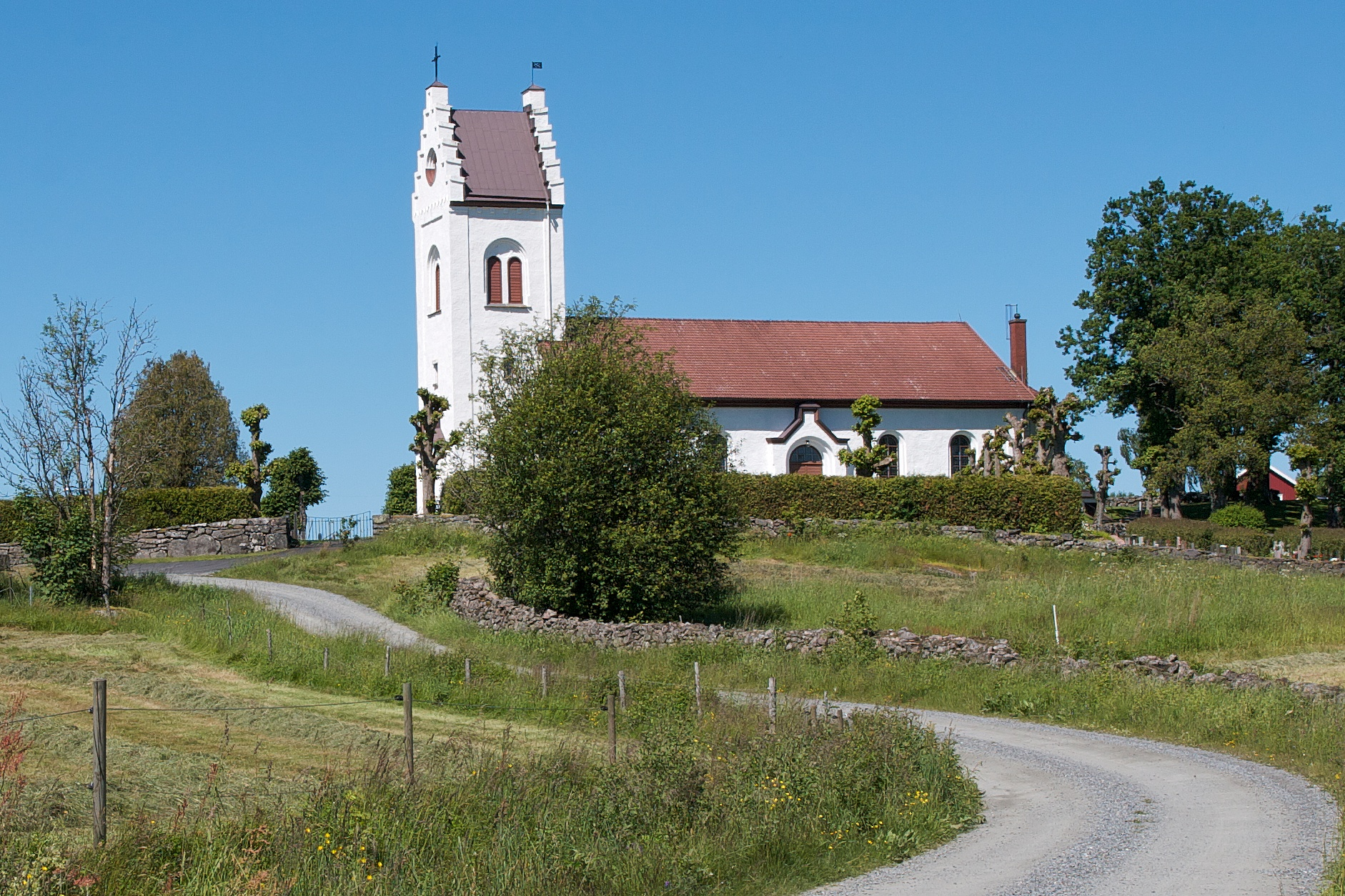
Öxabäcks kyrka.
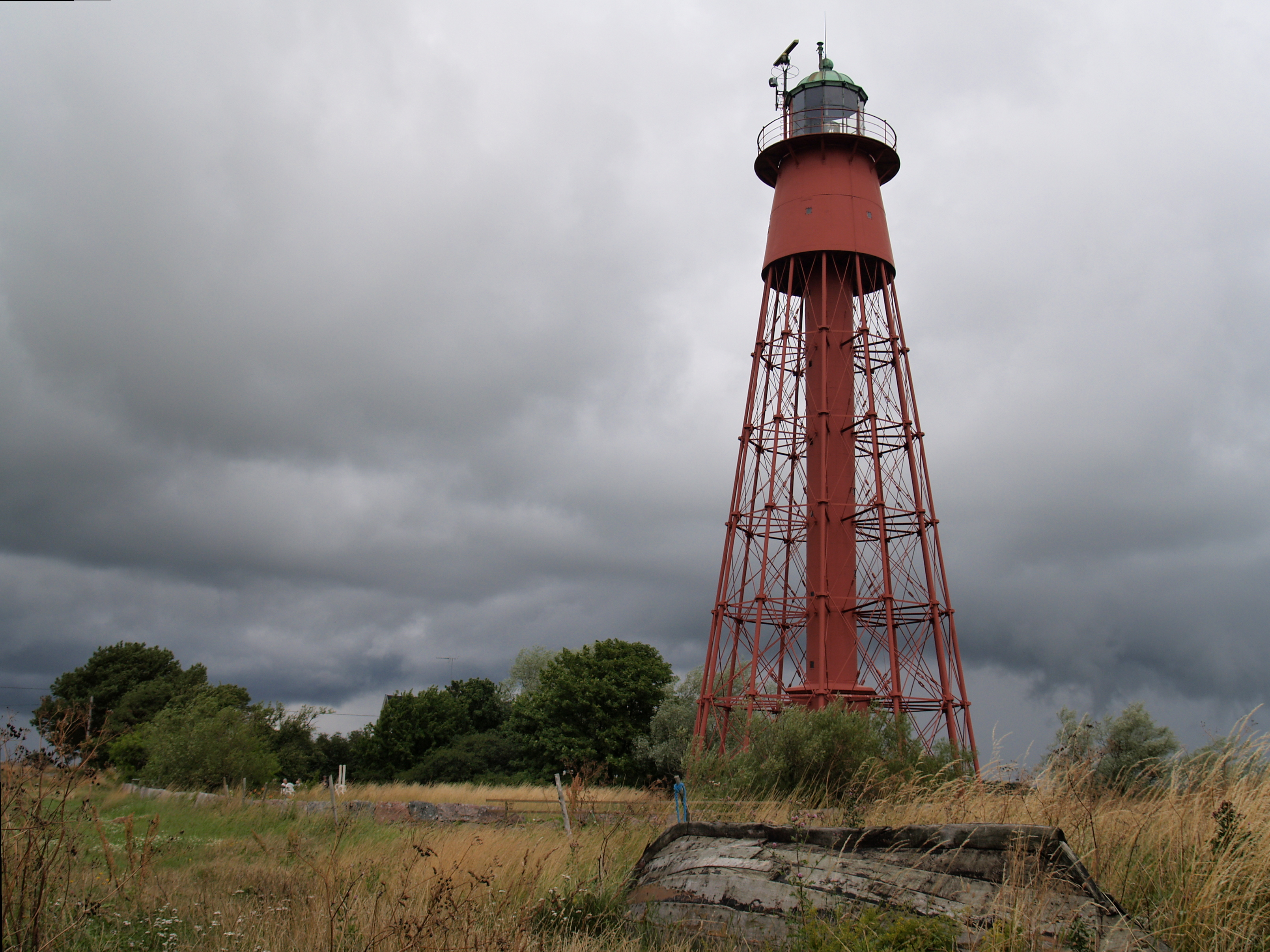
Kapelluddens fyr.
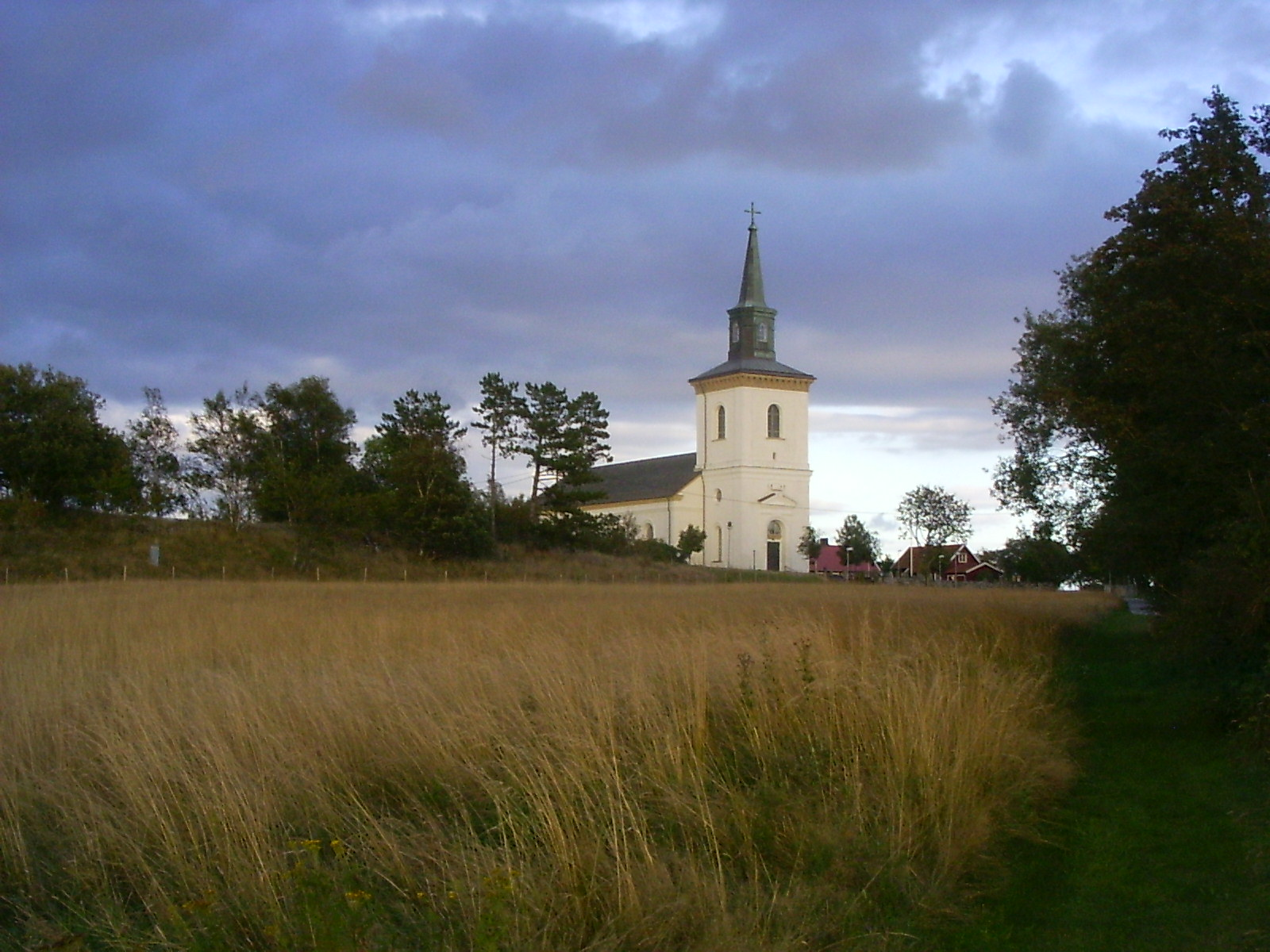
Stafsinge kyrka

## Gellerstedts kvarnteckningar från Stockholm (urval)

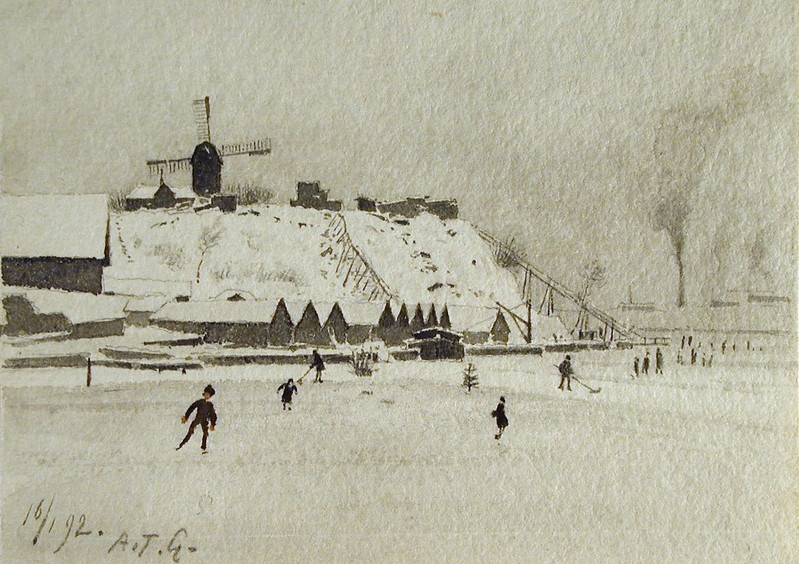
Grubbens kvarn (1892)
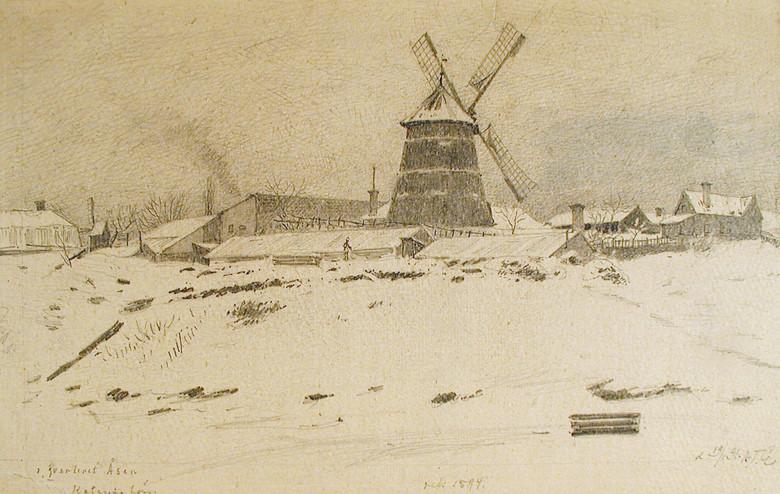
Holländskan (1891)
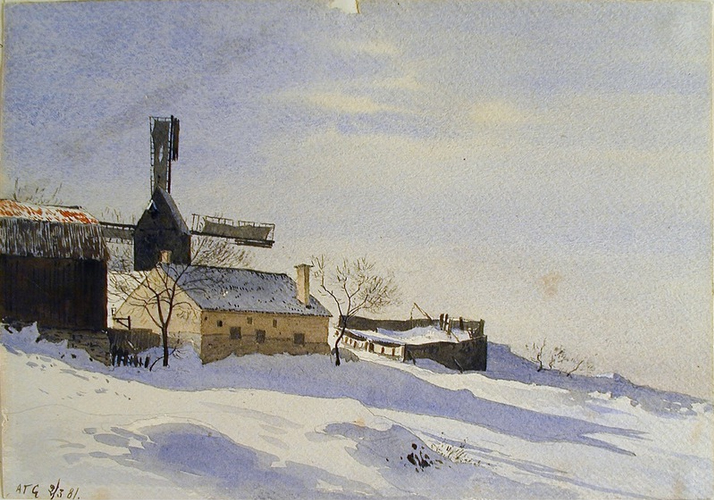
Jan Erss (1881)
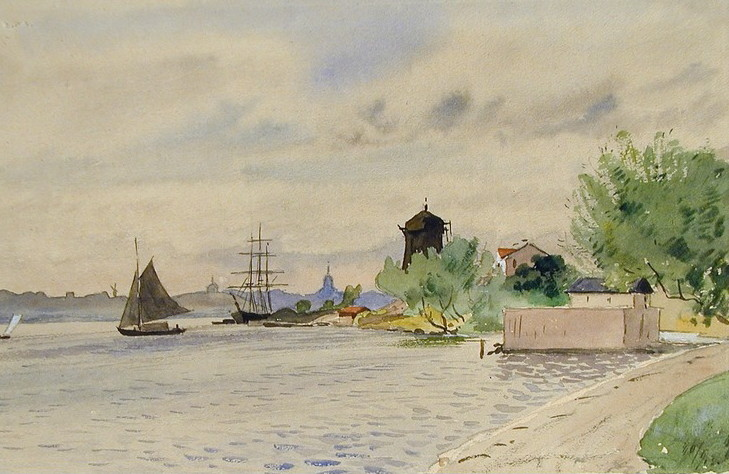
Waldemarsuddes oljekvarn (1890)

### Skönlitteratur
- Dikter. Stockholm: Hæggströms förlagsexp. 1871. Libris 1581949
- Stens visor. [Stockholm]. 1871. Libris 9395771 – Utgavs anonymt.
- Smådikter. Stockholm. 1880. Libris 9395760
- Dikter : ny samling. Stockholm: Z. Hæggströms förlagsexp. 1881. Libris 1597136. https://runeberg.org/gadikter2/
- Eftersommar : en skizzbok på vers. Stockholm: Norstedt. 1891. Libris 527851. https://runeberg.org/eftersom/
- "Gamla visor" : en versbok. Stockholm: Fahlcrantz. 1900. Libris 32651. https://runeberg.org/gatgavisor/
- Från hemtrakt och barnaår : pennteckningar. Stockholm: Norstedt. 1905. Libris 2662958
- Från hult och täppor : friluftsbilder. Stockholm: Bille. 1906. Libris 1613643
- Ur gläntor och snår : skisser. Stockholm: Wilhelm Billes Bokförlags Aktiebolag. 1909. Libris 1613644

### Varia
- Arkitektoniska fragmenter m. m. : skizzer efter verkligheten från en resa. 4 häften. Stockholm: Fritzes bokh. 1866–1867. Libris 1581948 – Planscher.
- Minne af Fredrik Sander : inträdestal i Svenska akademien den 20 december 1901. Stockholm. 1902. Libris 2995412
- Minnesord öfver Harald Wieselgren Idunskvällen d. 7 april 1906. [Undert.: A.T.G.]. Stockholm. 1906. Libris 2662960
- Minne af Egron Lundgren : ett studiefragment. Stockholm: Norstedts. 1914. Libris 1633812
- Grafiska blad / inledning och förteckning av Ragnar Hoppe. Stockholm: Norstedt. 1918. Libris 1652317

### Samlade upplagor och urval
- Samlade dikter / utg. av Fredrik Vetterlund. Stockholm: Norstedt. 1914. Libris 1633813. https://runeberg.org/gatsamdikt/
- Valda dikter / utg. av Harald Schiller. Stockholm: Norstedt. 1927. Libris 1330474
- Ur gläntor och snår : prosaskisser / saml. och utvalda samt med företal försedda av Harald Schiller. Uppsala: Lindblad. 1931. Libris 1354606

## Priser och utmärkelser
- 1877 – Ledamot av Konstakademien
- 1893 – Kungliga priset

### Fotnoter
1. 1 2 3 4 5 6 7  Albert T Gellerstedt, Svenskt biografiskt lexikon, Svenskt Biografiskt Lexikon-ID: 13001.[källa från Wikidata]
2. 1 2  Säterbo kyrkoarkiv, Födelse- och dopböcker, SE/ULA/11512/C/4 a (1821-1861), bildid: C0020571_00059, födelse- och dopbok, läs onlineläs online, läst: 26 juli 2020.[källa från Wikidata]
3. ↑  Arkitekter verksamma i Sverige, 9 januari 2015.[källa från Wikidata]
4. ↑  Gellerstedt, ALBERT T., Svenskagravar.se, läs online, läst: 14 juni 2017.[källa från Wikidata]
5. ↑  Libris, Kungliga biblioteket, 15 oktober 2012, Libris-URI: xv8bdgtg49rsn18, läst: 24 augusti 2018.[källa från Wikidata]
6. ↑  Arkitekter verksamma i Sverige, 11 juli 2014.[källa från Wikidata]
7. ↑  Svenska Akademin ledamotsregister: gellerstedt-albert, läst: 20 juli 2020.[källa från Wikidata]
8. ↑  Gellerstedt, Albert i ledamotsregistret hos Svenska Akademien
9. ↑  Nationalmuseum
10. ↑  Göteborgs konstmuseum
11. ↑  Kungliga biblioteket
12. ↑  Nordiska museet
13. ↑  Kalmar läns museum
14. ↑  ”Kalmar konstmuseum”. Arkiverad från originalet den 2 december 2017. https://web.archive.org/web/20171202203057/http://konstdatabas.designarkivet.se/index.php/Detail/Object/Show/object_id/964. Läst 1 december 2017.
15. ↑  Norrköpings konstmuseum. (2000 ;). Norrköpings konstmuseum : katalog. Norrköpings konstmuseum. ISBN 91-88244-22-9. OCLC 186037488. https://www.worldcat.org/oclc/186037488. Läst 2 april 2020
16. ↑  Bohusläns museum
17. ↑  Göteborgs stadsmuseum
18. ↑  Malmö museum
19. ↑  Helsingborgs museum
20. ↑  Härnösands kommun om Härnösands konsthalls byggnad Arkiverad 11 december 2013 hämtat från the Wayback Machine.
21. 1 2 3  Bedorie s.67